# Sóng P

Mặt phẳng sóng P

Sự đi chuyển của một sóng P trên một lưới 2D

Sóng P (sóng sơ cấp) là một loại của sóng đàn hồi và là một trong hai loại sóng khối (body waves), được gọi là sóng địa chấn trong địa chấn học, đi qua một môi trường và sóng đầu tiên đến máy đo địa chấn từ một trận động đất. Môi trường bao gồm khí (như sóng âm thanh), chất lỏng, hoặc rắn, bao gồm cả Trái Đất. Sóng P có thể được tạo ra bởi động đất và ghi lại bởi địa chấn kế. Tên sóng P đến từ chữ pressure wave (sóng áp lực) vìnó được hình thành từ nén ép, ví nó có vận tốc cao nhất do đó nó là sóng đầu tiên được ghi lại.
Trong các vật rắn đẳng hướng và đồng đẳng, chế độ di chuyển của sóng P luôn luôn dọc; như vậy, các hạt trong vật rắn rung động cùng theo trục di chuyển (hướng chuyển động) của sóng năng lượng.

## Vận tốc
Vận tốc của sóng P trong môi trường đẳng hướng được tính bằng công thức
{\displaystyle v_{p}={\sqrt {\frac {K+{\frac {4}{3}}\mu }{\rho }}}={\sqrt {\frac {\lambda +2\mu }{\rho }}}}
K là Môdun khối, μ là mô đun cắt (module của độ, đôi khi ký hiệu là G, {\displaystyle } là khối lượng riêng của các môi trường mà qua đó sóng di chuyển, và {\displaystyle } là tham số Lame đầu tiên.
Trong đó, khối lượng riêng biến đổi ít nhất, vì vậy vận tốc là chủ yếu được điều khiển bởi K và μ.
Mô đun đàn hồi của sóng P, M xác định bằng công thức {\displaystyle } M=K+4μ/3 và do đó
{\displaystyle v_{p}={\sqrt {M/\rho }}}
Giá trị điển hình của vận tốc sóng P trong động đất đang trong khoảng 5 đến 8 km/s. Tốc độ chính xác thay đổi theo các khu vực bên trong Trái Đất, từ nhỏ hơn 6 km/s trong lớp vỏ trái Đất đến 13 km/s qua lõi.
| Đá                    | Vận tốc [m/s] | Vận tốc [m/s] |
| --------------------- | ------------- | ------------- |
| Đá cát kết không chặt | 4600 - 5200   | 15000 - 17000 |
| Đá cát kết chặt       | 5800          | 19000         |
| Đá phiến sét          | 1800 - 4900   | 6000 -16000   |
| Đá vôi                | 5800 - 6400   | 19000 - 21000 |
| Dolomite              | 6400 - 7300   | 21000 - 24000 |
| Anhydrite             | 6100          | 20000         |
| Granit                | 5800 - 6100   | 19000 - 20000 |
| Gabro                 | 7200          | 23600         |

Nhà địa chất Francis Birch phát hiện ra mối quan hệ giữa vận tốc của sóng P và khối lượng riêng của vật liệu sóng đang di chuyển trong đó:
{\displaystyle V_{p}=a({\bar {M}})+b\rho }
sau này được gọi là định luật Birch's

## Sóng địa chấn ở trái Đất

Vận tốc của sóng địa chấn ở trái Đất vs độ sâu. Vận tốc sóng S ở lõi ngoài không đáng kể, bởi vì nó là chất lỏng, trong khi ở lõi rắn bên trong vận tốc sóng S khác không.

Sóng sơ cấp và sóng thứ cấp di chuyển bên trong Trái Đất. Chuyển động và hành vi của cả hai loại trong trái Đất được theo dõi để xác định cấu trúc của trái Đất. Gián đoạn trong tốc độ như một chức năng của sâu là biểu hiện của những thay đổi trong giai đoạn hay phần. Sự khác biệt trong thời gian đến sóng có nguồn gốc từ một địa chấn sự kiện như một trận động đất như là một kết quả của sóng lấy con đường khác nhau cho phép bản đồ của trái Đất cấu trúc bên trong.

### Vùng tối của sóng sơ cấp
Gần như tất cả các thông tin có thể thấy về cấu trúc khu vực sâu bên trong Trái Đất là có nguồn gốc từ quan sát thời gian di chuyển, phản xạ, khúc xạ và di chuyển của xung chấn, hoặc sóng dừng. Sóng P đi qua những tầng chất lỏng bên trong Trái Đất, và chúng bị khúc xạ một chú khi chúng vượt qua khu vực chuyển đổi giữa lớp phủ và lõi ngoài lỏng. Kết quả là, có một "khu vực tối" của sóng P giữa 103° và 142° từ tâm trấn động đất, nơi đầu tiên sóng P không được xác định trên máy đo địa chấn. Ngược lại, sóng S không đi qua chất lỏng, thay vào đó, chúng bị suy yếu.

Khu vực tối sóng P (từ Cục Khảo sát Địa chất Hoa Kỳ)

### Là một cách cảnh báo động đất
Cảnh báo trước động đất là có thể bằng cách phát hiện sóng sơ cấp không phá hoại mà đi nhanh hơn thông qua các lớp vỏ Trái Đất so với các sóng S hoặc sóng Rayleigh, cùng với cách mà tia sét nhanh như chớp mắt trước cơn bão. Mức độ cảnh báo trước phụ thuộc vào khoảng cách giữa sự xuất hiện của sóng P và các sóng khác, thường là khoảng 60-90 giây cho các động đất lớn và sâu ví dụ như Tokyo sẽ nhận được cảnh báo trước về Động đất và sóng thần Tōhoku 2011. Hiệu quả của cảnh báo trước phụ thuộc vào độ chính xác khi xác định sóng P và sự loại bỏ của rung động trên mặt đất gây ra bởi các tiếng ồn tại động địa phương (như xe tải hoặc xây dựng) vì nếu không có thể gây ra cảnh bảo sai. Hệ thống cảnh báo động đất có thể được tự động tạo ra các biện pháp an toàn ngay lập tức như cảnh báo, dừng thang máy ở tầng gần nhất ngắt hết khí đốt.